# Loubna Moussali
Loubna Moussali, née le 6 novembre 1981 à Casablanca[réf. souhaitée], est une journaliste marocaine d'expression française. Elle a notamment à son actif la rédaction d'articles pour L'Économiste et l'animation, depuis le 8 mars 2010, d'une émission sur la radio privée Atlantic Radio : Les Experts Atlantic, qui fournit des informations utiles – telles que les droits et obligations – dans la vie quotidienne au Maroc et permet à des auditeurs d'avoir des réponses techniques à leurs questions posées en direct.